# Cricket World Cup 1983

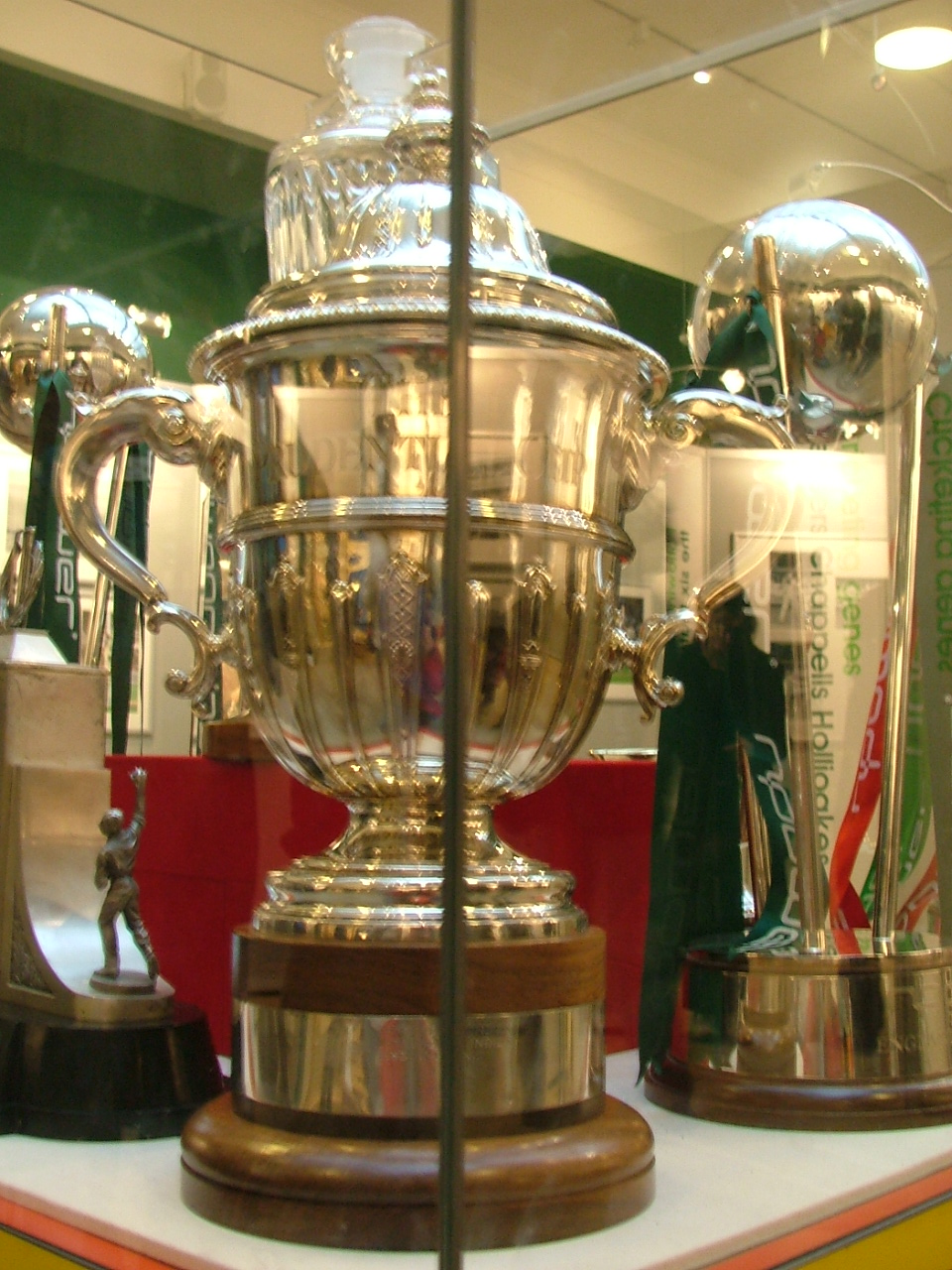
Der Prudential Cup der Cricket World Cups 1975, 1979 und 1983

Der ICC Cricket World Cup 1983 (offiziell: Prudential Cup 1983) wurde vom 9. bis zum 25. Juni 1983 in England ausgetragen. Es war der dritte Cricket World Cup im vierjährlichen Turnierzyklus im One-Day International-Format, der vom Weltverband International Cricket Conference (ICC; jetzt International Cricket Council) organisiert wird, und der dritte in England. Das Land hatte zuvor die ersten beiden Cricket World Cups 1975 und 1979 ausgetragen. Der Cricket World Cup 1983 wurde vom britischen Finanz- und Versicherungsunternehmen Prudential plc gesponsert und trägt daher den offiziellen Namen Prudential Cup 1983.
Acht Cricket-Nationalmannschaften nahmen am Cricket World Cup 1983 teil: Die damals sieben Test-Cricket-Länder (Australien, England, Indien, Neuseeland, Pakistan, Sri Lanka und die West Indies) sowie der Gewinner der ICC Trophy 1982 Simbabwe. Während des Cricket World Cup 1983 wurden 27 Spiele absolviert, darunter 24 in der Vorrunde und drei in der Finalrunde, einschließlich des Finales. Die Mannschaften wurden in zwei Gruppen zu je vier Teams eingeteilt, wobei jedes zweimal gegen die anderen der Gruppe antrat. Die beiden besten Mannschaften jeder Gruppe erreichten hiernach das Halbfinale, dessen Gewinner im Finale aufeinandertrafen. Dieser World Cup wurde im One-Day International-Format ausgetragen, wobei jedes Team letztmals in der Turniergeschichte jeweils ein Innings über maximal 60 Over bestritten hat. Die Mannschaften spielten in traditioneller weißer Cricket-Kleidung mit roten Bällen; alle Spiele fanden tagsüber statt und begannen demnach am frühen Morgen.
England, Indien, Pakistan und die West Indies erreichten das Halbfinale. Indien besiegte England und die West Indies Pakistan, wonach Indien den Titelverteidiger West Indies im Finale im Lord’s in London mit 43 Runs besiegte und somit seinen ersten Titel gewann. Südafrika durfte aufgrund des Sportboykotts wegen seiner Apartheidspolitik nicht am Cricket World Cup teilnehmen. Simbabwe nahm erstmals an einem Cricket World Cup teil, während dies für alle anderen Mannschaften das dritte Turnier war.

## Vergabe
Nach Meinung des ICC verfügte lediglich England über die nötigen Voraussetzungen für die Austragung der ersten drei Cricket World Cups 1975, 1979 und 1983, wonach England zum Gastgeber dieser Turniere ernannt wurde. Indien schlug vor, den dritten Cricket World Cup selbst auszutragen, die meisten ICC-Mitglieder waren jedoch der Meinung, dass aufgrund des längeren Tageslichtes im Juni England ein besser geeigneter Gastgeber war. Dadurch konnte ein Spiel innerhalb eines Tages abgeschlossen werden.

## Teilnehmer
Die folgenden acht Mannschaften qualifizierten sich für den Cricket World Cup 1983: Australien, England (Gastgeber), Indien, Neuseeland, Pakistan, Sri Lanka und die West Indies qualifizierten sich als Vollmitglieder der International Cricket Conference mit Test-Cricket-Status automatisch für den Cricket World Cup 1983. Simbabwe war die einzige teilnehmende Mannschaft ohne Test-Cricket-Status und qualifizierte sich als Sieger der ICC Trophy 1982.

Teilnehmende Länder des Cricket World Cups 1983; insgesamt 24 Teams nahmen teil.
Vollmitglieder der International Cricket Conference (ICC)
Qualifiziert bei der ICC Trophy 1982
In der Qualifikation gescheitert
Keine Teilnahme

| Land        | Qualifikationsgrundlage | Turnierteilnahme | Letztmalige Teilnahme | Bestes Ergebnis          | Gruppe |
| ----------- | ----------------------- | ---------------- | --------------------- | ------------------------ | ------ |
| England     | Gastgeber               | Dritte           | 1979                  | Finalist (1979)          | A      |
| Australien  | Vollmitglieder          | Dritte           | 1979                  | Finalist (1975)          | B      |
| Indien      | Vollmitglieder          | Dritte           | 1979                  | Vorrunde (1975, 1979)    | B      |
| Neuseeland  | Vollmitglieder          | Dritte           | 1979                  | Halbfinale (1975, 1979)  | A      |
| Pakistan    | Vollmitglieder          | Dritte           | 1979                  | Halbfinale (1979)        | A      |
| Sri Lanka   | Vollmitglieder          | Dritte           | 1979                  | Vorrunde (1975, 1979)    | A      |
| West Indies | Vollmitglieder          | Dritte           | 1979                  | Weltmeister (1975, 1979) | B      |
| Simbabwe    | ICC Trophy 1982-Sieger  | Erste            | —                     | Debüt                    | B      |

## Austragungsorte
Als Austragungsorte wurden neben 13 Stadien in England auch ein Stadion in Wales ausgewählt.
| Lord’s |

| The Oval |

| Headingley |

| Edgbaston |

| Old Trafford |

| Trent Bridge |

| Bristol |

| Chelmsford |

| Derby |

| Leicester |

| Southampton |

| Taunton |

| Tunbridge Wells |

| Worcester |

| Swansea |

| Lord’s |

| The Oval |

| Headingley |

| Edgbaston |

| Old Trafford |

| Trent Bridge |

| Bristol |

| Chelmsford |

| Derby |

| Leicester |

| Southampton |

| Taunton |

| Tunbridge Wells |

| Worcester |

| Swansea |

## Format
Der Cricket World Cup 1983 wurde über 17 Tage zwischen acht verschiedenen Mannschaften über 27 Spiele ausgetragen. Er begann am 9. Juni 1983 mit vier gleichzeitigen Spielen. Das Turnier endete am 25. Juni im Lord’s in London mit dem Finale zwischen Indien und den West Indies, wobei Indien den Prudential Cup gewann.

### Spielplan
Die nachfolgende Tabelle zeigt das tägliche Programm des Cricket World Cup 1983. Dabei steht ein violettes Kästchen für Vorrundenspiele, ein grünes Kästchen für Finalrundenspiele und ein gelbes Kästchen für das Finale.
| \| Vorrunde Juni \| Do. 9. \| Fr. 10. \| Sa. 11. \| So. 12. \| Mo. 13. \| Di. 14. \| Mi. 15. \| Do. 16. \| Fr. 17. \| Sa. 18. \| So. 19. \| Mo. 20. \| \| --------------- \| ------- \| ------- \| ------- \| ------- \| ------- \| ------- \| ------- \| ------- \| ------- \| ------- \| ------- \| ------- \| \| Gruppe A \| 2 \| \| 2 \| \| 2 \| \| 1 \| 1 \| \| 2 \| \| 2 \| \| Gruppe B \| 2 \| \| 2 \| \| 2 \| \| 1 \| 1 \| \| 2 \| \| 2 \| \| Finalrunde Juni \| Di. 21. \| Mi. 22. \| Do. 23. \| Fr. 24. \| Sa. 25. \| \| \| \| \| \| \| \| \| Finalrunde \| \| 2 \| \| \| 1 \| \| \| \| \| \| \| \| | Farblegende Vorrunde Finalrunde Finale |         |         |         |         |         |         |         |         |         |         |         |
| Vorrunde Juni | Do. 9.                                 | Fr. 10. | Sa. 11. | So. 12. | Mo. 13. | Di. 14. | Mi. 15. | Do. 16. | Fr. 17. | Sa. 18. | So. 19. | Mo. 20. |
| Gruppe A | 2                                      |         | 2       |         | 2       |         | 1       | 1       |         | 2       |         | 2       |
| Gruppe B | 2                                      |         | 2       |         | 2       |         | 1       | 1       |         | 2       |         | 2       |
| Finalrunde Juni | Di. 21.                                | Mi. 22. | Do. 23. | Fr. 24. | Sa. 25. |         |         |         |         |         |         |         |
| Finalrunde |                                        | 2       |         |         | 1       |         |         |         |         |         |         |         |

### Gruppen
| Gruppe A                              | Gruppe B                               |
| ------------------------------------- | -------------------------------------- |
| England Neuseeland Pakistan Sri Lanka | Australien Indien Simbabwe West Indies |

### Vorrunde
Der Cricket World Cup 1983 wurde zwischen acht Nationalmannschaften ausgespielt. Für die Vorrunde wurden die Mannschaften in zwei Gruppen zu je vier Mannschaften eingeteilt. In welche Gruppe jede Mannschaft eingeteilt wurde, wurde in der Auslosung festgelegt. Jede Mannschaft bestritt ein Spiel gegen jede andere seiner Gruppe. Für einen Sieg gab es vier Tabellenpunkte, für ein Unentschieden oder No Result zwei Punkte, für eine Niederlage keinen Punkt. Hatten zwei Mannschaften dieselbe Anzahl an Tabellenpunkten, wurde der Tabellenrang anhand der Net Run Rate, gefolgt von der Net Bowl Rate und dem direkten Vergleich ermittelt.
Am Ende der Vorrunde qualifizierten sich die jeweils beiden besten einer Gruppe für die Finalrunde.

### Finalrunde
Ab dieser Phase nahm das Turnier ein K.-o.-System an, für das sich die jeweils besten beiden Mannschaften einer Gruppe qualifizierten. Jedes Spiel musste zwingend mit einem Sieg enden. Gab es nach beiden Innings keinen Sieger, wurde das Spiel am darauf folgenden Tag wiederholt.

## Umpires
Während des Turnieres wurden elf Umpires eingesetzt.
| - Dickie Bird (England) - Jack Birkenshaw (England) - David Constant (England) - David Evans (England) - Mervyn Kitchen (England) - Barrie Leadbeater (England) | - Barrie Meyer (England) - Don Oslear (England) - Ken Palmer (England) - David Shepherd (England) - Alan Whitehead (England) |

## Mannschaftskader
Die Mannschaften benannten die folgenden Kader.
| ODI | ODI | ODI | ODI |
| Australien | England | Indien | Neuseeland |
| --- | --- | --- | --- |
| - Allan Border (K) - Trevor Chappell - Kim Hughes - Tom Hogan - Rodney Hogg - David Hookes - Geoff Lawson - Dennis Lillee - Ken MacLeay - Rod Marsh (wk) - Jeff Thomson - Kepler Wessels - Graeme Wood - Graham Yallop   | - Graeme Fowler (K) - Paul Allott (VK) - Ian Botham - Norman Cowans - Graham Dilley - Mike Gatting - Ian Gould - David Gower - Trevor Jesty - Allan Lamb - Vic Marks - Derek Randall - Chris Tavaré - Bob Willis     | - Kapil Dev (K) - Mohinder Amarnath (VK) - Kirti Azad - Roger Binny - Sunil Gavaskar - Syed Kirmani (wk) - Madan Lal - Sandip Patil - Balwinder Sandhu - Yashpal Sharma - Ravi Shastri - Krishnamachari Srikkanth - Sunil Valson - Dilip Vengsarkar                   | - Geoff Howarth (K) - John Bracewell - Lance Cairns - Ewen Chatfield - Jeremy Coney - Jeff Crowe - Martin Crowe - Bruce Edgar - Richard Hadlee - Warren Lees (wk) - Ian Smith - Martin Snedden - Glenn Turner - John Wright       |
| Pakistan | Simbabwe | Sri Lanka | West Indies |
| - Imran Khan (K) - Abdul Qadir - Ijaz Faqih - Javed Miandad - Mansoor Akhtar - Mohsin Khan - Mudassar Nazar - Rashid Khan - Sarfraz Nawaz - Shahid Mahboob - Tahir Naqqash - Wasim Bari (wk) - Wasim Raja - Zaheer Abbas | - Duncan Fletcher - Robin Brown - Iain Butchart - Kevin Curran - Jack Heron - Graeme Hick - Vince Hogg - David Houghton - Grant Paterson - Gerald Peckover - Andrew Pycroft - Peter Rawson - Ali Shah - John Traicos | - Duleep Mendis (K) - Guy de Alwis (wk) - Ashantha de Mel - Somachandra de Silva - Roy Dias - Vinothen John - Brendon Kuruppu - Ranjan Madugalle - Arjuna Ranatunga - Rumesh Ratnayake - Athula Samarasekera - Sidath Wettimuny - Susil Fernando - Granville de Silva | - Clive Lloyd (K) - Faoud Bacchus - Wayne Daniel - Winston Davis - Jeff Dujon (wk) - Joel Garner - Larry Gomes - Gordon Greenidge - Desmond Haynes - Michael Holding - Gus Logie - Malcolm Marshall - Viv Richards - Andy Roberts |

## Vorrunde
In den Tabellen finden folgende Bezeichnungen Verwendung:
- Spiele
- Siege
- Niederlagen
- Unentschieden
- NR No Result
- Punkte
- RR Run Rate

### Gruppe A
Tabelle
| Gruppe A   | Sp. | S | N | NR | P  | RR    |
| ---------- | --- | - | - | -- | -- | ----- |
| England    | 6   | 5 | 1 | 0  | 20 | 4.671 |
| Pakistan   | 6   | 3 | 3 | 0  | 12 | 4.014 |
| Neuseeland | 6   | 3 | 3 | 0  | 12 | 3.927 |
| Sri Lanka  | 6   | 1 | 5 | 0  | 4  | 3.752 |

Spiele
| 9. Juni Scorecard | The Oval | England 322-6 (60)           | – | Neuseeland 216 (59) |
|                   |          | England gewinnt mit 106 Runs |   |                     |

England gewann den Münzwurf und entschied sich als Schlagmannschaft zu beginnen. Als Spieler des Spiels wurde Allan Lamb ausgezeichnet.
| 9. Juni Scorecard | Swansea | Pakistan 338-5 (60)          | – | Sri Lanka 288-9 (60) |
|                   |         | Pakistan gewinnt mit 50 Runs |   |                      |

Sri Lanka gewann den Münzwurf und entschied sich als Feldmannschaft zu beginnen. Als Spieler des Spiels wurde Mohsin Khan ausgezeichnet.
| 11. Juni Scorecard | Taunton | England 333-9 (60)          | – | Sri Lanka 286 (58) |
|                    |         | England gewinnt mit 47 Runs |   |                    |

England gewann den Münzwurf und entschied sich als Schlagmannschaft zu beginnen. Als Spieler des Spiels wurde David Gower ausgezeichnet.
| 11./12. Juni Scorecard | Edgbaston | Neuseeland 238-9 (60)          | – | Pakistan 186 (55.2) |
|                        |           | Neuseeland gewinnt mit 52 Runs |   |                     |

Pakistan gewann den Münzwurf und entschied sich als Feldmannschaft zu beginnen. Als Spieler des Spiels wurde Abdul Qadir ausgezeichnet.
| 13. Juni Scorecard | Lord’s | Pakistan 193-8 (60)           | – | England 199-2 (50.4) |
|                    |        | England gewinnt mit 8 Wickets |   |                      |

Pakistan gewann den Münzwurf und entschied sich als Schlagmannschaft zu beginnen. Als Spieler des Spiels wurde Zaheer Abbas ausgezeichnet.
| 13. Juni Scorecard | Bristol | Sri Lanka 206 (56.1)             | – | Neuseeland 209-5 (39.2) |
|                    |         | Neuseeland gewinnt mit 5 Wickets |   |                         |

Neuseeland gewann den Münzwurf und entschied sich als Feldmannschaft zu beginnen. Als Spieler des Spiels wurde Richard Hadlee ausgezeichnet.
| 15. Juni Scorecard | Edgbaston | England 234 (55.2)               | – | Neuseeland 238-8 (59.5) |
|                    |           | Neuseeland gewinnt mit 2 Wickets |   |                         |

England gewann den Münzwurf und entschied sich als Schlagmannschaft zu beginnen. Als Spieler des Spiels wurde Jeremy Coney ausgezeichnet.
| 16. Juni Scorecard | Headingley | Pakistan 235-7 (60)          | – | Sri Lanka 224 (58.2) |
|                    |            | Pakistan gewinnt mit 11 Runs |   |                      |

Sri Lanka gewann den Münzwurf und entschied sich als Schlagmannschaft zu beginnen. Als Spieler des Spiels wurde Abdul Qadir ausgezeichnet.
| 18. Juni Scorecard | Old Trafford | Pakistan 232-8 (60)           | – | England 233-3 (57.2) |
|                    |              | England gewinnt mit 7 Wickets |   |                      |

Pakistan gewann den Münzwurf und entschied sich als Schlagmannschaft zu beginnen. Als Spieler des Spiels wurde Graeme Fowler ausgezeichnet.
| 18. Juni Scorecard | Derby | Neuseeland 181 (58.2)           | – | Sri Lanka 184-7 (52.5) |
|                    |       | Sri Lanka gewinnt mit 3 Wickets |   |                        |

Sri Lanka gewann den Münzwurf und entschied sich als Feldmannschaft zu beginnen. Als Spieler des Spiels wurde Ashantha de Mel ausgezeichnet.
| 20. Juni Scorecard | Headingley | Sri Lanka 136 (50.4)          | – | England 137-1 (24.1) |
|                    |            | England gewinnt mit 9 Wickets |   |                      |

England gewann den Münzwurf und entschied sich als Feldmannschaft zu beginnen. Als Spieler des Spiels wurde Bob Willis ausgezeichnet.
| 20. Juni Scorecard | Trent Bridge | Pakistan 261-3 (60)          | – | Neuseeland 250 (59.1) |
|                    |              | Pakistan gewinnt mit 11 Runs |   |                       |

Pakistan gewann den Münzwurf und entschied sich als Schlagmannschaft zu beginnen. Als Spieler des Spiels wurde Imran Khan ausgezeichnet.

### Gruppe B
Tabelle
| Gruppe A    | Sp. | S | N | NR | P  | RR    |
| ----------- | --- | - | - | -- | -- | ----- |
| West Indies | 6   | 5 | 1 | 0  | 20 | 4.308 |
| Indien      | 6   | 4 | 2 | 0  | 16 | 3.870 |
| Australien  | 6   | 2 | 4 | 0  | 8  | 3.808 |
| Simbabwe    | 6   | 1 | 5 | 0  | 4  | 3.492 |

Spiele
| 9. Juni Scorecard | Trent Bridge | Simbabwe 239-6 (60)          | – | Australien 226-7 (60) |
|                   |              | Simbabwe gewinnt mit 13 Runs |   |                       |

Australien gewann den Münzwurf und entschied sich als Feldmannschaft zu beginnen. Als Spieler des Spiels wurde Duncan Fletcher ausgezeichnet.
| 9./10. Juni Scorecard | Old Trafford | Indien 262-8 (60)          | – | West Indies 228 (54.1) |
|                       |              | Indien gewinnt mit 34 Runs |   |                        |

Die West Indies gewannen den Münzwurf und entschieden sich als Feldmannschaft zu beginnen. Als Spieler des Spiels wurde Yashpak Sharma ausgezeichnet.
| 11./12. Juni Scorecard | Headingley | West Indies 252-9 (60)           | – | Australien 151 (30.3) |
|                        |            | West Indies gewinnt mit 101 Runs |   |                       |

Australien gewann den Münzwurf und entschied sich als Feldmannschaft zu beginnen. Als Spieler des Spiels wurde Winston Davis ausgezeichnet.
| 11. Juni Scorecard | Leicester | Simbabwe 155 (51.4)          | – | Indien 157-5 (37.3) |
|                    |           | Indien gewinnt mit 5 Wickets |   |                     |

Indien gewann den Münzwurf und entschied sich als Feldmannschaft zu beginnen. Als Spieler des Spiels wurde Maden Lal ausgezeichnet.
| 13. Juni Scorecard | Trent Bridge | Australien 320-9 (60)           | – | Indien 158 (37.5) |
|                    |              | Australien gewinnt mit 162 Runs |   |                   |

Australien gewann den Münzwurf und entschied sich als Schlagmannschaft zu beginnen. Als Spieler des Spiels wurde Trevor Chappell ausgezeichnet.
| 13. Juni Scorecard | Worcester | Simbabwe 217-7 (60)               | – | West Indies 218-2 (48.3) |
|                    |           | West Indies gewinnt mit 8 Wickets |   |                          |

Die West Indies gewannen den Münzwurf und entschieden sich als Feldmannschaft zu beginnen. Als Spieler des Spiels wurde Gordon Greenidge ausgezeichnet.
| 15. Juni Scorecard | The Oval | West Indies 282-9 (60)          | – | Indien 216 (53.1) |
|                    |          | West Indies gewinnt mit 66 Runs |   |                   |

Die West Indies gewannen den Münzwurf und entschieden sich als Schlagmannschaft zu beginnen. Als Spieler des Spiels wurde Viv Richards ausgezeichnet.
| 16. Juni Scorecard | Southampton | Australien 272-7 (60)          | – | Simbabwe 240 (59.5) |
|                    |             | Australien gewinnt mit 32 Runs |   |                     |

Australien gewann den Münzwurf und entschied sich als Schlagmannschaft zu beginnen. Als Spieler des Spiels wurde Dave Houghton ausgezeichnet.
| 18. Juni Scorecard | Lord’s | Australien 273-6 (60)             | – | West Indies 276-3 (57.5) |
|                    |        | West Indies gewinnt mit 7 Wickets |   |                          |

Australien gewann den Münzwurf und entschied sich als Schlagmannschaft zu beginnen. Als Spieler des Spiels wurde Viv Richards ausgezeichnet.
| 18. Juni Scorecard | Royal Tunbridge Wells | Indien 266-8 (60)          | – | Simbabwe 235 (57) |
|                    |                       | Indien gewinnt mit 31 Runs |   |                   |

Indien gewann den Münzwurf und entschied sich als Schlagmannschaft zu beginnen. Als Spieler des Spiels wurde Kapil Dev ausgezeichnet.
| 20. Juni Scorecard | Chelmsford | Indien 247 (55.5)           | – | Australien 129 (38.2) |
|                    |            | Indien gewinnt mit 118 Runs |   |                       |

Indien gewann den Münzwurf und entschied sich als Schlagmannschaft zu beginnen. Als Spieler des Spiels wurde Roger Binny ausgezeichnet.
| 20. Juni Scorecard | Edgbaston | Simbabwe 171 (60)                  | – | West Indies 172-0 (45.1) |
|                    |           | West Indies gewinnt mit 10 Wickets |   |                          |

Simbabwe gewann den Münzwurf und entschied sich als Schlagmannschaft zu beginnen. Als Spieler des Spiels wurde Faoud Bacchus ausgezeichnet.

## Halbfinale
| 22. Juni Scorecard | Old Trafford | England 213 (60)             | – | Indien 217-4 (54.4) |
|                    |              | Indien gewinnt mit 6 Wickets |   |                     |

England gewann den Münzwurf und entschied sich als Schlagmannschaft zu beginnen. Als Spieler des Spiels wurde Mohinder Amarnath ausgezeichnet.
| 22. Juni Scorecard | The Oval | Pakistan 184-8 (60)               | – | West Indies 188-2 (48.4) |
|                    |          | West Indies gewinnt mit 8 Wickets |   |                          |

Die West Indies gewannen den Münzwurf und entschieden sich als Feldmannschaft zu beginnen. Als Spieler des Spiels wurde Viv Richards ausgezeichnet.

## Finale
| 25. Juni Scorecard | Lord’s | Indien 183 (54.4)          | – | West Indies 140 (52) |
|                    |        | Indien gewinnt mit 43 Runs |   |                      |

Die West Indies gewannen den Münzwurf und entschieden sich als Feldmannschaft zu beginnen. Als Spieler des Spiels wurde Mohinder Amarnath ausgezeichnet.

## Statistiken

Ergebnis des Cricket World Cups 1983:
Sieger
Finalist
Halbfinalteilnahme
In der Gruppenphase ausgeschieden
Keine Teilnahme

Die folgenden Cricketstatistiken wurden bei diesem Turnier erzielt.
| ODIs            | ODIs        | ODIs    | ODIs    | ODIs    | ODIs    | ODIs    | ODIs    | ODIs    |
| Batting         | Batting     | Batting | Batting | Batting | Batting | Batting | Batting | Batting |
| Spieler         | Mannschaft  | Spiele  | Innings | Runs    | Average | HS      | 100s    | 50s     |
| --------------- | ----------- | ------- | ------- | ------- | ------- | ------- | ------- | ------- |
| David Gower     | England     | 7       | 7       | 384     | 76,80   | 130     | 1       | 1       |
| Viv Richards    | West Indies | 8       | 7       | 367     | 73,40   | 119     | 1       | 2       |
| Graeme Fowler   | England     | 7       | 7       | 360     | 72,00   | 81*     | 0       | 4       |
| Zaheer Abbas    | Pakistan    | 7       | 7       | 313     | 62,60   | 103*    | 1       | 2       |
| Kapil Dev       | Indien      | 8       | 8       | 303     | 60,60   | 175     | 1       | 0       |
| Bowling         |             |         |         |         |         |         |         |         |
| Spieler         | Mannschaft  | Spiele  | Overs   | Wickets | Average | BBI     | 5W      | 10W     |
| Roger Binny     | Indien      | 8       | 88.0    | 18      | 18,66   | 4/29    | 0       | 0       |
| Ashantha de Mel | Sri Lanka   | 6       | 66.0    | 17      | 15,58   | 5/32    | 2       | 0       |
| Madan Lal       | Sri Lanka   | 8       | 83.0    | 17      | 16,76   | 4/20    | 0       | 0       |
| Richard Hadlee  | Neuseeland  | 6       | 65.1    | 14      | 12,85   | 5/25    | 1       | 0       |
| Vic Marks       | England     | 7       | 78.0    | 13      | 18,92   | 5/39    | 0       | 0       |